# Медисън авеню
Мадисън авеню (на английски език - Madison Avenue) е еднопосочна улица в Манхатън, Ню Йорк, САЩ, която е разположена на север от Мадисън скуеър от страната на Бронкс, където се съединява с едноименния мост.
Улицата е продължена през 1836 година, паралелно на Парк авеню и Пето авеню.
През XIX-XX век на Медисън авеню са разположени офисите на основните рекламни агенции в САЩ, вследствие на което названието на улицата става нарицателно за американската рекламна индустрия.
Подобно на лондонската Оксфорд стрийт, Медисън авеню в настоящи дни е известна най-вече с модните си магазини. На Медисон скуеър, е разположен спортният комплекс Медисън Скуеър Гардън и старинните небостъргачи Мет Лайф Тауър и Flatiron Building (наричан Ютията).